# خورشید نیمه‌شب (فیلم ۲۰۱۴)
«خورشید نیمه‌شب» (انگلیسی: Midnight Sun (2014 film)) یک فیلم به کارگردانی راجر اسپاتیس‌وود است.